# Kazuo Sakamaki
Kazuo Sakamaki (酒巻和男 Sakamaki Kazuo?,  8 de noviembre de 1918-29 de noviembre de 1999) fue un alférez de la Armada Imperial Japonesa durante la Segunda Guerra Mundial. Era uno de los diez miembros de la tripulación de los submarinos de bolsillo durante el ataque a Pearl Harbor, siendo el único de ellos que sobrevivió, por lo que se convirtió en el primer prisionero de guerra de los estadounidenses.

## Biografía
Sakamaki nació en Awa, en la Prefectura de Tokushima, en 1918, siendo uno de ocho hijos. Se graduó en la Academia Naval Imperial Japonesa en la 68.ª clase en 1940.

### Segunda Guerra Mundial
El 7 de diciembre de 1941 tomó parte en el ataque a Pearl Harbor, formando parte de la tripulación de un submarino de bolsillo clase Kō-hyōteki junto a Kiyoshi Inagaki, el oficial al mando. Fue desplegado a las 03:30 horas del submarino I-24 con el girocompás dañado,  y de camino a Pearl Harbor ambos tripulantes trataron de repararlo. En la entrada al puerto, el submarino golpeó tres veces los arrecifes pero finalmente logró llegar a su posición. Sin embargo, fue atacado por un destructor —el USS Helm—, dejando a Sakamaki inconsciente.

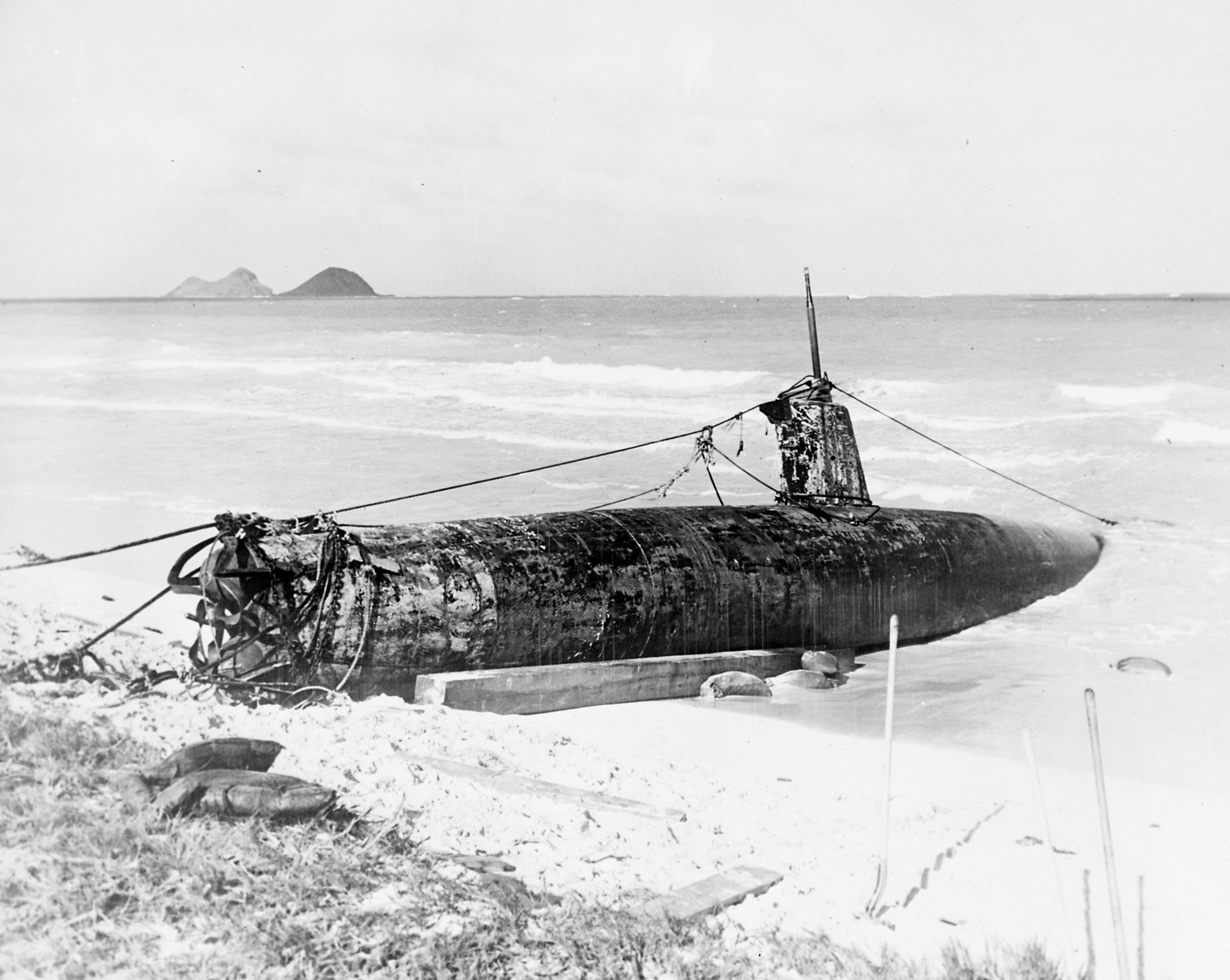
El HA-19 varado en la playa.

Tras haber saboteado el submarino mediante la instalación de una bomba de explosión retardada, Sakamaki intentó huir a nado en compañía de Inagaki. Durante su intento de fuga ambos quedaron a la deriva pero finalmente Sakamaki pudo alcanzar la orilla de Waimānalo, donde fue capturado por el cabo David Akui, convirtiéndose de ese modo en el primer prisionero de guerra japonés capturado por los estadounidenses durante la Segunda Guerra Mundial. El cuerpo de Inagaki fue arrastrado a la costa al día siguiente.
Durante su internamiento en un campo de prisioneros de guerra, sintiéndose humillado por el hecho de que había sido capturado, Sakamaki pensó en suicidarse, y de hecho hizo una petición en ese sentido a los estadounidenses, que cosechó una evidente negativa. Acabó por abandonar esa primera idea, evitando su suicidio, como fue no obstante el caso de varios otros japoneses que siguieron su misma suerte de prisioneros de guerra con posterioridad. Eligió trabajar para los estadounidenses como traductor, efectuando algunos otros trabajos, actitud que le valió el recibir alabanzas por parte de sus guardianes.

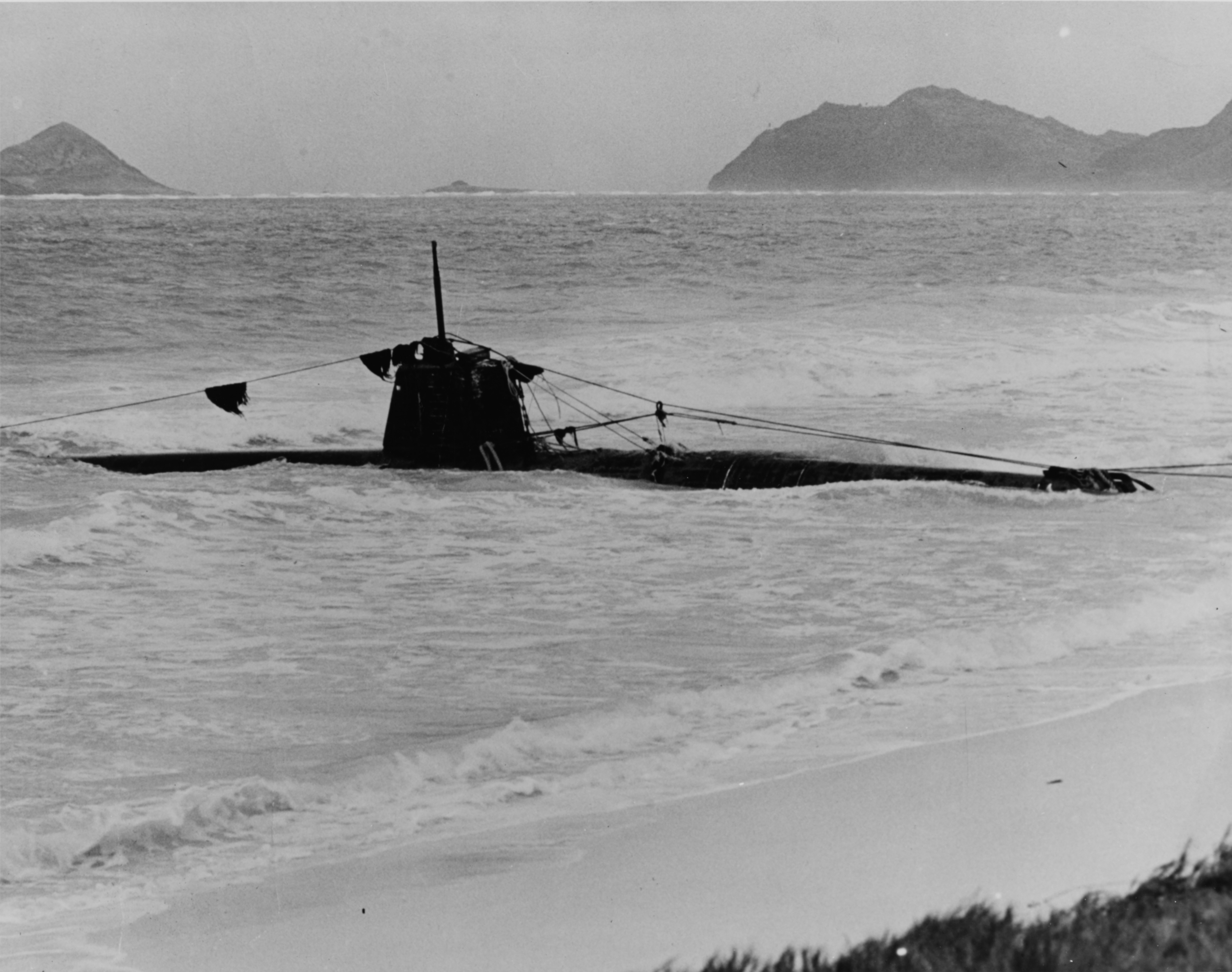
El HA-19 de Sakamaki encallado en la playa

### Posguerra
En 1946 fue enviado desde el campo de prisioneros de guerra ubicado en Hawái hacia Japón, donde fue oficialmente desmovilizado y liberado. Tras ser objeto de una mala acogida en Japón, escribió sin embargo un libro en el que relata sus experiencias, titulado: Primer prisionero de guerra (捕虜第一號 en japonés), Horyo dai-ichi-kō), libro que fue editado en inglés con el título de I Attacked Pearl Harbor.
Trabajó posteriormente en la empresa Toyota como vicepresidente de Exportaciones, y en 1969 fue nombrado presidente de la filial en Brasil, siendo además miembro del Consejo de Administración de la Cámara de Comercio e Industria de Japón. Regresó al Japón en 1983, retirándose en 1987. 
En 1991, hizo una visita al estado estadounidense de Texas, con motivo de una conferencia, volviendo a encontrarse de nuevo con su antiguo submarino, recuperado por los estadounidenses, más de 50 años después. Falleció en la ciudad de Toyota el 29 de noviembre de 1999, a la edad de 81 años.